# Острівчик-Пильний
Острівчик-Пильний — село в Золочівському районі, Львівської області (Україна).

## Назва
У 1990 р. назву села Острівчик-Пільний було змінено на одну літеру.

## Сучасність
Населення — 411 осіб.
Орган місцевого самоврядування — Красненська селищна рада.
У селі є дерев'яна церква Покрова Пр. Богородиці 1875 [Архівовано 12 січня 2014 у Wayback Machine.].

## Населення

### Мова
Розподіл населення за рідною мовою за даними перепису 2001 року:
| Мова       | Кількість | Відсоток |
| ---------- | --------- | -------- |
| українська | 411       | 100%     |